# R.R. Ryynänen
Roine Rikhard (R. R.) Ryynänen, född 23 mars 1891 i Kuopio, död 31 oktober 1963, var en finländsk tenorsångare, körledare, sångtextförfattare och översättare.
Ryynänen var kamrer vid Rundradion 1927–1955 och var den finska schlagermusikens förste och främste textmakare, och upphovsman till över tusen inspelade sånger.

## Biografi
Ryynänens far var målarmästare och yrket tvingade familjen att flytta mellan flera städer. Ryynänen växte upp i Jäskis, Sankt Petersburg och Viborg. Han genomgick utbildning vid Viborgs klassiska lyceum och efter studentexamen 1910 inskrevs han vid Helsingfors normallyceum. Därefter studerade han bland annat vid en handelshögskola och var i åtta år vicedirektör vid Tidningarnas Annonsbyrå. Hängiven körsången var Ryynänen aktiv i 18 körer i Åbo, Viborg och Tammerfors, och var ledare eller biträdande ledare för sju av dem. Mellan 1910 och 1917 sjöng han i Ylioppilaskunnan Laulajat och deltog i körens första resa till USA 1937–1938. Vidare sjöng han i Suomen Laulu och var med om att grunda Nationalkören två år innan sin studentexamen.
Alexis af Enehjelm engagerade Ryynänen vid Rundradion och han gjorde sitt första radioframträdande som solist för Polytekkören i februari 1926. Redan 1927 blev han kamrer vid radion och innehöll positionen fram till 1955. I flera år var han förste tenor i och ledare för både radiokören och radiokvartetten.
Som sångtextförfattare och översättare skrev Ryynänen över tusen sånger och publicerade verk av stora klassiska kompositörer som Mozart, Beethoven och Tjajkovskij på finska. Med Georg Malmstén utvecklades personlig vänskap och Malmstén kallade honom sin "hovdiktare". Flera av Malmsténs bästsäljande låtar var skrivna av Ryynänen, däribland Aallokko kutsuu och Leila. Ryynänen både skrev landets första inhemska schlager Särkynyt onni och myntade det finska ordet 'iskelmä' för musikstilen. Särkynyt onni sålde då den kom ut 1929 i 17 000 exemplar.
Malmstén och Ryynänen producerade även många populära barnsånger, exempelvis Sairas karhunpoika, och duon skapade en sångserie om Musse Pigg. Titlarna Mikkihiiri merihädässä och Mikkihiri ja vuorenpeikko spelades in på grammofon av Malmstén och dennes syster Greta Pitkänen, men när Pitkänen avled 1938 upphörde utgivningen och återupptogs först flera decennier senare, då med Malmsténs dotter Ragni Malmstén som Musse Pigg. Ryynänens översättningar av utländska barnsånger har förekommit i finska skolors sångböcker. Därutöver översatte Ryynänen hundratals tyska sånger för Musiikki-Fazers räkning från 1953 fram till sin bortgång.
Den språkbegåvade Ryynänen behärskade sedan ungdomen finska, svenska, ryska, engelska och tyska. I vuxen ålder studerade han på egen hand slaviska språk och översatte dikter från ett femtontal tungomål. Som vurmare för det finska språket bidrog han med flera nyord. Han anses varit orienterad inom teosofin.
1929 utgav han ett fyrtiotal titlar på grammofon för bolaget Parlophone. Inspelningarna gjordes både som solist och medlem av Parlophon-kvartetten, vars övriga medlemmar var Georg Malmstén, Rafael Karlsson och Arnold Tilgmann. Den inspelade repertoaren består förutom av folksånger också av Ryynänens egna översättningar.